# كيفين كارتر
كيفين كارتر (بالإنجليزية: Kevin Carter)‏ (13 سبتمبر، 1960 - 27 يوليو، 1994) كان مصورا صحفيا من جنوب أفريقيا. حاز على جائزة بوليتزر عن صورته التي صورت مجاعة عام 1993 في جنوب السودان. انتحر كارتر وهو في الـ 33 من عمره.

## النشأة
ولد كارتر في جوهانسبرغ، جنوب أفريقيا. نشأ كارتر في حي لعائلات الطبقة المتوسطة، والبيض فقط. عندما كان طفلاً كان يرى في بعض الأحيان غارات الشرطة لاعتقال السكان السود الذين كانوا يعيشون في تلك المنطقة. قال كارتر لاحقا بأنه كان يتسائل كيف لوالديه، وهما من عائلة كاثوليكية، «ليبرالية» أن يكونا كما وصفهم «متقاعسين» عن القتال ضد الأبارتايد.
بعد المدرسة الثانوية، ترك كارتر دراسة الصيدلة في الجامعة وتم ضمه إلى الجيش. من أجل تجنب قسم جيش المشاة، إنضم إلى قسم القوات الجوية الإمر الذي إستغرقه 4 سنوات في الخدمة. في 1980 شهد كارتر نادل أسود يتعرض للإهانة في قاعة الطعام. دافع كاتر عن الرجل مما أدى إلى تعرضه للضرب بشدة من قبل المجندين الأخرين. بعد ذلك ترك كارتر الجيش بدون إذن محاولاً البدء بحياة جديدة كدي جي في إحدى محطات الراديو تحت اسم «ديفيد». غير أن هذا الأمر إتضح بأنه أصعب مما كان متوقعا. بعد فترة وجيزة، عاد كارتر من أجل إنهاء فترة الخدمة العسكرية المطلوبة. بعد أن شهد تفجير شارع الكنيسة في بريتوريا عام 1983 قرر كارتر أن يصبح مصور صحفي.

## الإعمال المبكرة
بدأ كارتر العمل كمصور للأسبوعيات الرياضية في العام 1983، وفي 1984 انتقل للعمل في صحيفة «جوهانزبرغ ستار Johannesburg Star» مصرا على فضح وحشية سياسة الاضطهاد والفصل العنصري الأبارتايد.
كما كان كارتر أول من قام بتصوير أسلوب الإعدام علنا بالحرق المسمى "(بالإنجليزية: Necklacing)‏" في جنوب أفريقيا بأواسط الثمانينيات. وكان الضحية الذي التقط له الصور يسمى «ماكي سكوزانا» والذي اتهم باقامة علاقة مع زوجة ضابط شرطة. تحدث كارتر لاحقا عن الصور التي التقطها قائلاً «لقد روعت بما قاموا بفعله، كما روعني ما قمت بفعله، لكن بعد ذلك بدأ الناس يتحدثون عن تلك الصور... ثم شعرت بأنه ربما ما فعلته -التقاط الصور- لم يكن سيئاً، كوني شاهدا على أمر بهذه الفظاعة ليس بالضرورة أن يكون أمرا سيئاً».

## صورة بالسودان فازت بجائزة

صورة كارتر الحائزة على جائزة بوليتزر

في مارس 1993 قام كارتر برحلة إلى السودان مع زميله جواو سيلفا، حين كان بقرية «أيود» سمع صوتا ضعيفا لأنين طفلة صغيرة هزيلة، كانت الطفلة قد توقفت عن الزحف لبرهة وهي في طريقها إلى مركز لتوزيع الطعام، فيما كان يتحضر لالتقاط الصور حط نسر بقربها، ذكر كارتر لاحقاً أنه انتظر نحو 20 دقيقة آملاً أن يفرد النسر جناحيه من أجل أن يلتقط أفضل صورة ممكنة، لكنه لم يفعل. بعد أن التقط الصورة قام بطرد النسر بعيداً، وشاهد الطفلة تستكمل زحفها نحو المركز. قال كارتر بأنه إلتقط الصورة، لأن عمله هو «التقاط الصور» فقط ومن ثم المغادرة. تم إخبار كارتر مسبقاً بعدم لمس الأطفال وذلك بسبب الأمراض المعدية. بيعت الصورة لصحيفة نيويورك تايمز حيث عرضت للمرة الأولى في 26 مارس، 1993 ونشرت في عدد كبير من الصحف الأخرى حول العالم. قام المئات من القراء بالاتصال بالجريدة لمعرفة ماذا حل بالطفلة الصغيرة، أفادت الصحيفة لاحقاً أنه من غير معروفاً إذا ما وصلت الطفلة إلى مركز لتوزيع الطعام. في 12 أبريل، 1994 قامت نانسي بورسكي محررة الصور الأجنبية في نيويورك تايمز بمهاتفة كارتر لاعلامه بنيله أرفع جائزة في التصوير الصحفي وهي جائزة بوليتزر للصورة إحدى جوائز بوليتزر. قام كيفين بالانتحار بعد 3 أشهر من تسلمه الجائزة.

## الوفاة
في 27 يوليو، 1994 قاد كيفين كارتر شاحنته إلى قرب نهر برامفونتاينسبروي، وهو نهر صغير يقطع الضواحي الشمالية لمدينة جوهانسبرغ وهي منطقة اعتاد أن يلعب فيها حين كان طفلا صغيرا، هناك بالانتحار عبر توصيله العادم إلى داخل الشاحنة مشغلا المحرك، حيث توفي متسمما بأول أكسيد الكربون عن عمر ناهز 33 عاما. أجزاء من رسالة انتحار كارتر كان نصها كما يلي:
«أنا آسف جدا جدا. لكن ألم الحياة يفوق متعتها بكثير لدرجة أن المتعة أصبحت غير موجودة... أنا مكتئب... بدون هاتف... مال للإيجار... مال لإعالة الطفل... مال للديون... مال !!! ... تطاردني ذكريات حية من عمليات القتل والجثث والغضب والألم... لأطفال يتضورون جوعاً أو جرحى، من المجانين المولعين بإطلاق النار، أغلبهم من الشرطة، من الجلادين القتلة... ذهبتُ للإنضمام إلى كين إن كنت محظوظاً لتلك الدرجة»
- في السطر الاخير اشارة الي صديقه كين اوستربروك الذي كان قد توفي مؤخرا.

## وصلات خارجية
- الصورة الحائزة على جائزة بوليتزر للطفلة في السودان